# Hamilton Cuffe, 5. Earl of Desart

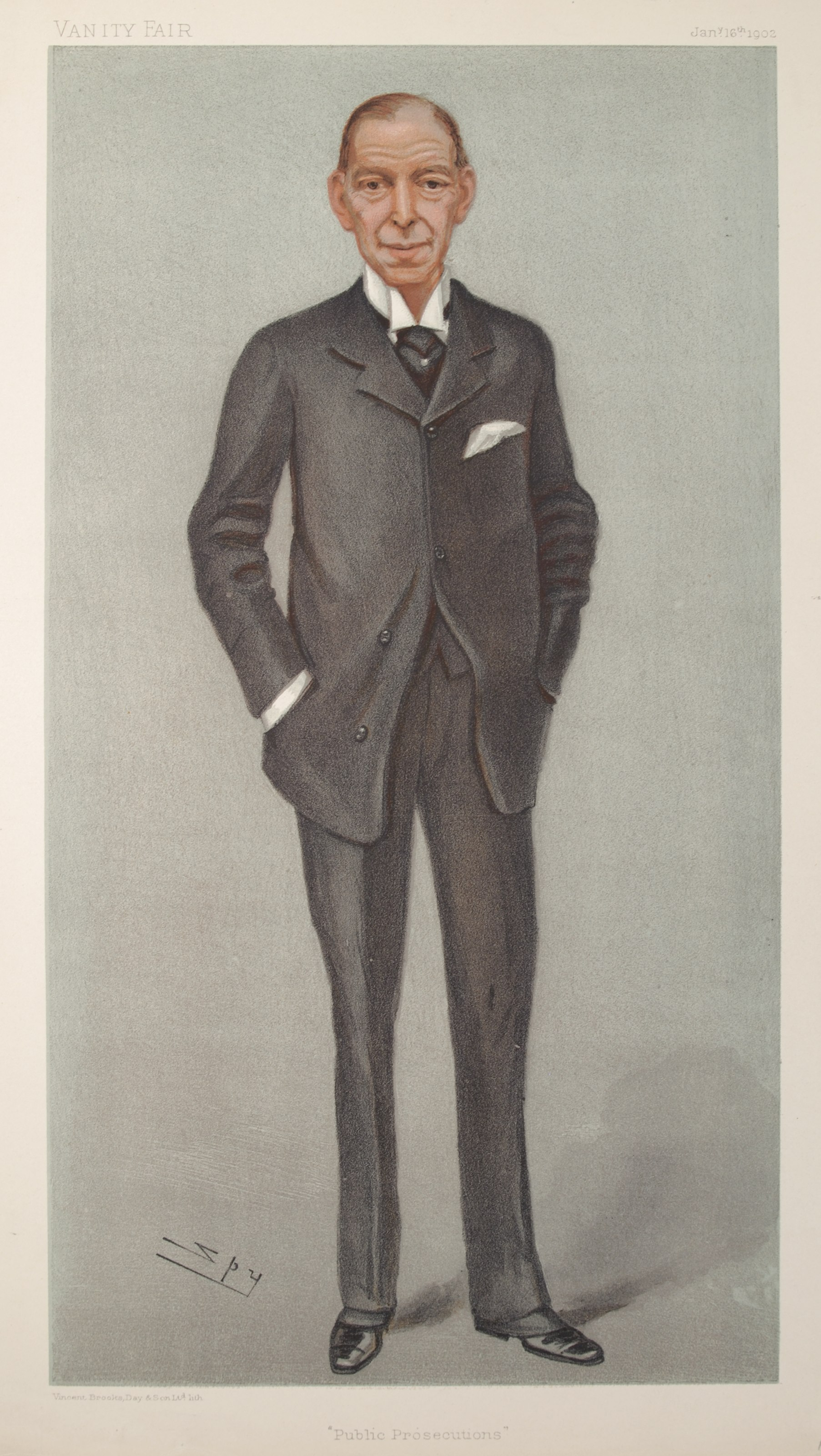
Hamilton Cuffe, 5. Earl of Desart
(Karikatur von Leslie Ward (Spy) im Vanity Fair, 16. Januar 1902)

Hamilton John Agmondesham Cuffe, 5. Earl of Desart KP KCB PC (* 30. August 1848; † 4. November 1934) war ein britischer Jurist und Politiker, der zwischen 1894 und 1909 zeitgleich die Funktionen als Treasury Solicitor, Queen’s Proctor sowie Director of Public Prosecutions bekleidete. Nach seiner Erhebung zum Baron Desart, of Desart in the County of Kilkenny, in der Peerage of the United Kingdom wurde er 1909 auch Mitglied des House of Lords, dem er bis zu seinem Tode 1934 angehörte.

## Leben

### Familiäre Herkunft und beruflicher Werdegang
Cuffe war der zweitälteste Sohn von John Cuffe, 3. Earl of Desart, der zwischen 1846 und 1865 als einer der Irish Representative Peer Mitglied im Oberhaus war und 1852 kurzzeitig den Posten des Unterstaatssekretärs im Kriegs- und Kolonialministerium (Under-Secretary of State for War and the Colonies) bekleidete, und dessen Ehefrau Elizabeth Lucy Campbell, deren Vater John Campbell, 1. Earl Cawdor zwischen 1813 und 1823 als Mitglied des House of Commons angehörte und später von 1852 bis 1860 Lord Lieutenant von Carmarthenshire war. Seine ältere Schwester Alice Mary Cuffe war mit John Henniker-Major, der zwischen 1866 und 1870 Mitglied des Unterhauses sowie später als Baron Henniker zwischen 1895 und 1902 Vizegouverneur der Isle of Man war. Sein älterer Bruder William Ulick O’Connor Cuffe, der 1865 dem verstorbenen Vater als 4. Earl of Desart nachfolgte, war als Schriftsteller tätig und in zweiter Ehe mit Ellen Odette Bischoffsheim verheiratet, die aus der jüdischen Bankiersfamilie Bischoffsheim stammte und später zwischen 1922 und ihrem Tode 1933 nominiertes Mitglied des Senats des Freistaates Irland war. Sein jüngerer Bruder Otway Seymour Cuffe diente als Hauptmann in der Rifle Brigade.
Hamilton Cuffe selbst trat nach dem Schulbesuch zunächst in die Royal Navy ein, die er als Midshipman verließ. Nach einem Studium der Rechtswissenschaften war er nach seiner anwaltlichen Zulassung seit 1872 als Barrister tätig, ehe er 1877 in den juristischen Staatsdienst eintrat und zunächst 1877 Sekretär des Gerichtsbarkeitsausschusses (Judicature Committee) sowie seit 1878 stellvertretender Rechtsberater des Schatzamtes (Assistant Solicitor to the Treasury) war. Als solcher wurde er am 26. Mai 1894 Companion des Order of the Bath (CB). Kurz darauf wurde er am 25. Oktober 1894 als Nachfolger von Augustus Keppel Stephenson Rechtsberater des Schatzamtes (Solicitor to the Treasury) in Personalunion zugleich Queen’s Proctor und Director of Public Prosecutions und damit Vertreter der Krone in Verfahren vor Nachlass- und Scheidungsgerichten, aber auch in anderen Rechtsverfahren in Meeres-, Auswärtigen-, Zivil- und Kirchenangelegenheiten. In diesen Funktion verblieb er bis 1909 und wurde daraufhin durch Charles Willie Mathews abgelöst.

### Mitglied des Oberhauses, Ehe und Nachkommen
Nach dem Tod seines ohne männlichen Nachkommen verstorbenen Bruders William Ulick O’Connor Cuffe erbte Hamilton Cuffe von diesem am 15. September 1898 die jeweils in der Peerage of Ireland geschaffenen Titel als 5. Earl of Desart, 8. Baron Desart, 5. Viscount Castlecuffe sowie als 5. Viscount Desart. Darüber hinaus wurde er am 21. Mai 1898 zum Knight Commander des Order of the Bath (KCB) geschlagen.

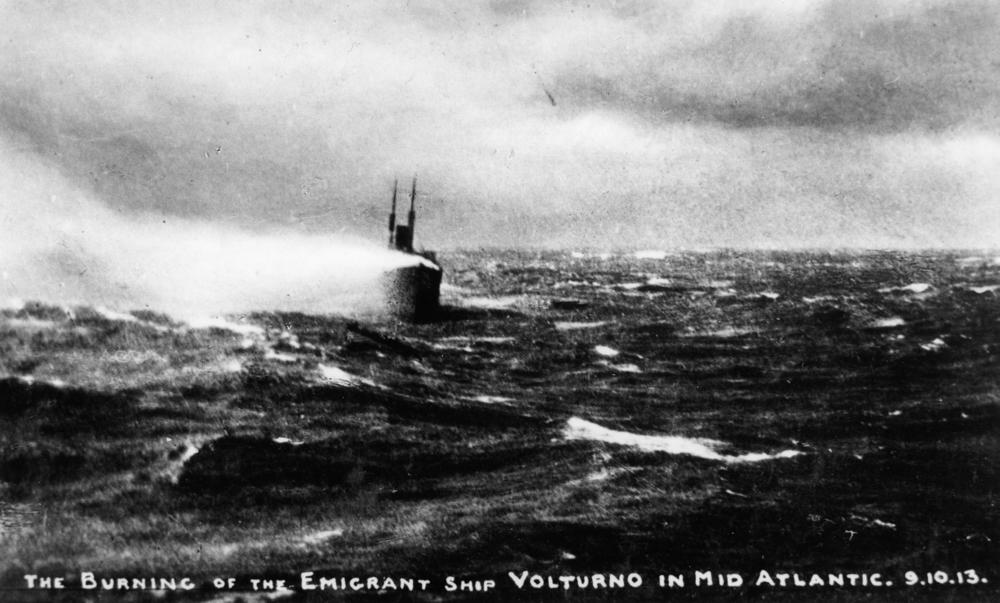
Der Earl of Desart wurde 1913 Vorsitzender eines vom Board of Trade eingesetzten Ausschusses zur Untersuchung des Schiffsunglücks auf dem Passagierschiff Volturno

Durch ein Letters Patent vom 12. Mai 1909 wurde Cuffe darüber hinaus zum Baron Desart, of Desart in the County of Kilkenny, in der Peerage of the United Kingdom erhoben und gehörte dadurch bis zu seinem Tode am 4. November 1934 dem Oberhaus (House of Lords) als Mitglied an. Nach dem Schiffsunglück auf dem Passagierschiff Volturno, bei dem durch ein Feuer am 9. Oktober 1913 136 Passagiere und Besatzungsmitglieder ums Leben kamen, wurde er vom Handelsministerium (Board of Trade) zum Vorsitzenden des Ausschusses zur Untersuchung des Unglücks betraut. Der Ausschuss legte seinen Abschlussbericht am 17. Januar 1914 vor. Die Ergebnisse fielen überraschend positiv aus, die Mannschaft der Volturno und besonders der Kapitän wurden für ihr Verhalten gelobt. Man hatte alles versucht, um das Feuer einzudämmen, Hilfe zu holen und die Passagiere zu retten. 1913 wurde er ferner auch Mitglied des Privy Council (PC) sowie 1919 Ritter von St. Patrick (KP). Des Weiteren wurde er Nachfolger des am 26. Oktober 1919 verstorbenen James Butler, 3. Marquess of Ormonde als Lord Lieutenant of Kilkenny und übte diese Funktion bis zur Gründung des Irischen Freistaates am 6. Dezember 1922 aus.
Hamilton Cuffe heiratete am 19. Juli 1876 Margaret Joan Lascelles, eine Tochter von Henry Thynne Lascelles, 4. Earl of Harewood und dessen Ehefrau Elizabeth Joanna de Burgh. Aus dieser Ehe gingen die beiden Töchter Joan Elizabeth Mary Cuffe und Sybil Marjorie Cuffe hervor. Da er somit ohne männliche Nachkommen verstarb, erloschen mit seinem Tode am 4. November 1934 der Titel als Earl of Desart sowie alle ihm zustehenden Adelstitel.